# エフエムぬまづ
エフエムぬまづ株式会社は、静岡県沼津市の一部地域を放送区域として超短波放送（FM放送）をする特定地上基幹放送事業者である。
COAST-FM（コーストエフエム）の愛称でコミュニティ放送をしている。周波数は76.7MHz。

## 概要
- 1998年（平成10年）沼津市、静岡新聞、静岡放送、スルガ銀行、静岡朝日テレビなどの出資で設立された。
- 可聴エリアは、沼津市・三島市・駿東郡清水町・長泉町・田方郡函南町と静岡市・富士市・裾野市・伊豆の国市の各一部

。
- また、県中部までの海岸線沿いでも一部聴取可能となっている。
- 自社制作番組以外の時間では、J-WAVEの番組を放送する。
- 2017年よりインターネットサイマルラジオ放送を開始、エリア外での聴取も可能となったほか、Youtubeでもスタジオ内をライブ配信している。
- 2016年（平成28年）10月より、沼津市魚町のスタジオから、寿町･リコー通り沿いにある「TOKAIケーブルネットワーク･メディアプラザ」内にスタジオを新設、移転。

## 主な自社制作番組

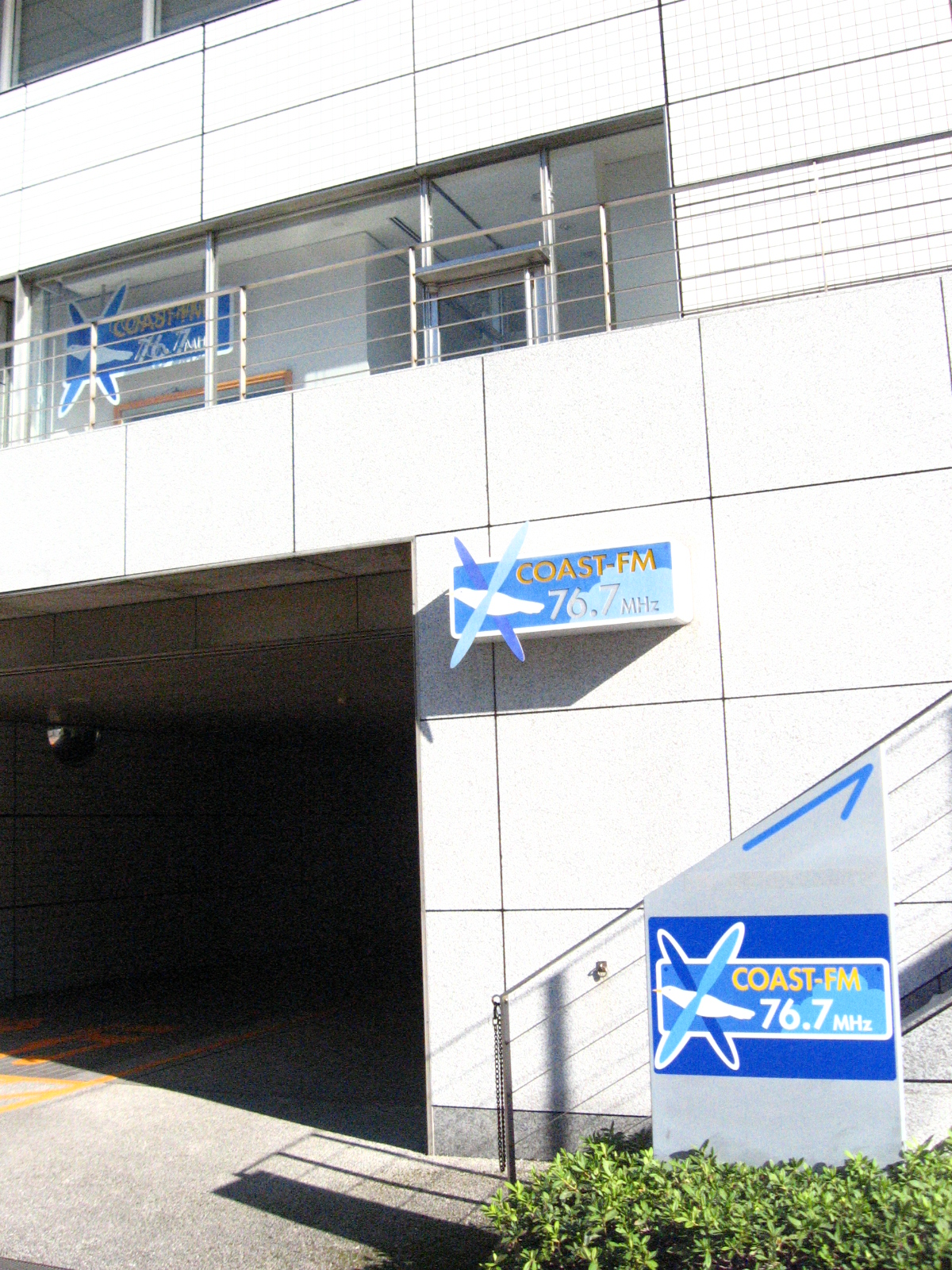
エフエムぬまづ本社 旧スタジオ

- モーニングスプラッシュ（月曜 - 金曜 7:00 – 10:00）
- ぱれっとタウン（月曜 - 金曜 12:00 – 14:00）
- トワイライトビーチ（月曜 - 金曜 16:00 – 19:00）
- Ready to fly（月曜 20:00 - 20:30）
- 沼津愛を一歩深める情報番組「ぬまっぽ」（火曜 11:30 - 12:00 水曜 19:30 - 20:00 再放送）
- 植田航平のCHAN-PON!（火曜 19:00 - 21:00）
- Happy aroma Happy music（水曜 19:00 - 19:30）
- アラカン倶楽部（水曜 20:00 - 20:30）
- らじお’話の会’（木曜 11:30 - 12:00）
- つぶやきおくるま（木曜 19:30 - 20:00）
- MY BEST DRESS（第2・4木曜 20：00 - 21:00）
- 想い出はリバーサイドから（金曜 11:30 - 12:00）
- あすな＆はらかなこの おんがくの時間！（金曜 15:00 - 16:00）
- ロックオアダイ（金曜 19:00 - 20:00）
- スマイルオン サタデー･サンデー（土･日 9:00 - 12:00）
- 格闘ラジオゴングで飛び出せ!（土曜 12:00 - 12:55）
- J-POP ベストテン（土曜 13:00 - 14:00）
- COZY ウィークエンドぬまづ（土曜 14:00 - 17:00）
- ワンダーレディオ（土曜 17:00 - 18:00）
- 夕夏音楽アカデミー SUNSET RADIO（土曜 18:00 - 19:00）
- 潮風の中で（第2・4土曜 19:00 - 19:30）
- 門西恋の学ばせてもらいます（土曜 20:00 - 21:00）
- スナック猫沢（日曜 20:00 - 21:00  第2・3・4・5週は再放送）
- TIME OF MUSIC（月曜 - 木曜 15:00 - 16:00・月曜 - 木曜 24:00 - 翌5:00・金曜 24:00 - 翌6:00・土曜 21:00 - 翌6:00・日曜 21:00 - 翌5:00）

## ケーブルテレビとの連携・ネット配信
- 本社スタジオに同居しているTOKAIケーブルネットワーク・トコチャンとの連携として、一部番組をテレビでも放送している。
- また、インターネットサイマルラジオ放送も実施されており、放送エリア外でもインターネット経由で聴取可能となっている。
- そのほか、YouTube Liveで生放送のスタジオの様子をリアルタイムで見ることができる。

トコチャンでの放送番組
- モーニングスプラッシュ（月曜 - 金曜 7:00 - 7:29）
- ぱれっとタウン（月曜 - 金曜 13:00 - 13:24）

## エピソード
- 2018年8月に開局から20周年を迎え、「開局20周年 12時間半生放送特番」を放送。翌年の21周年時にも生放送の特別番組を放送。近年はイベント会場などからの生中継も行っているほか、2019年秋には沼津港でのステージライブや公開生放送を行うなど、地域情報のさらなる発信を強化している。